# 아레나

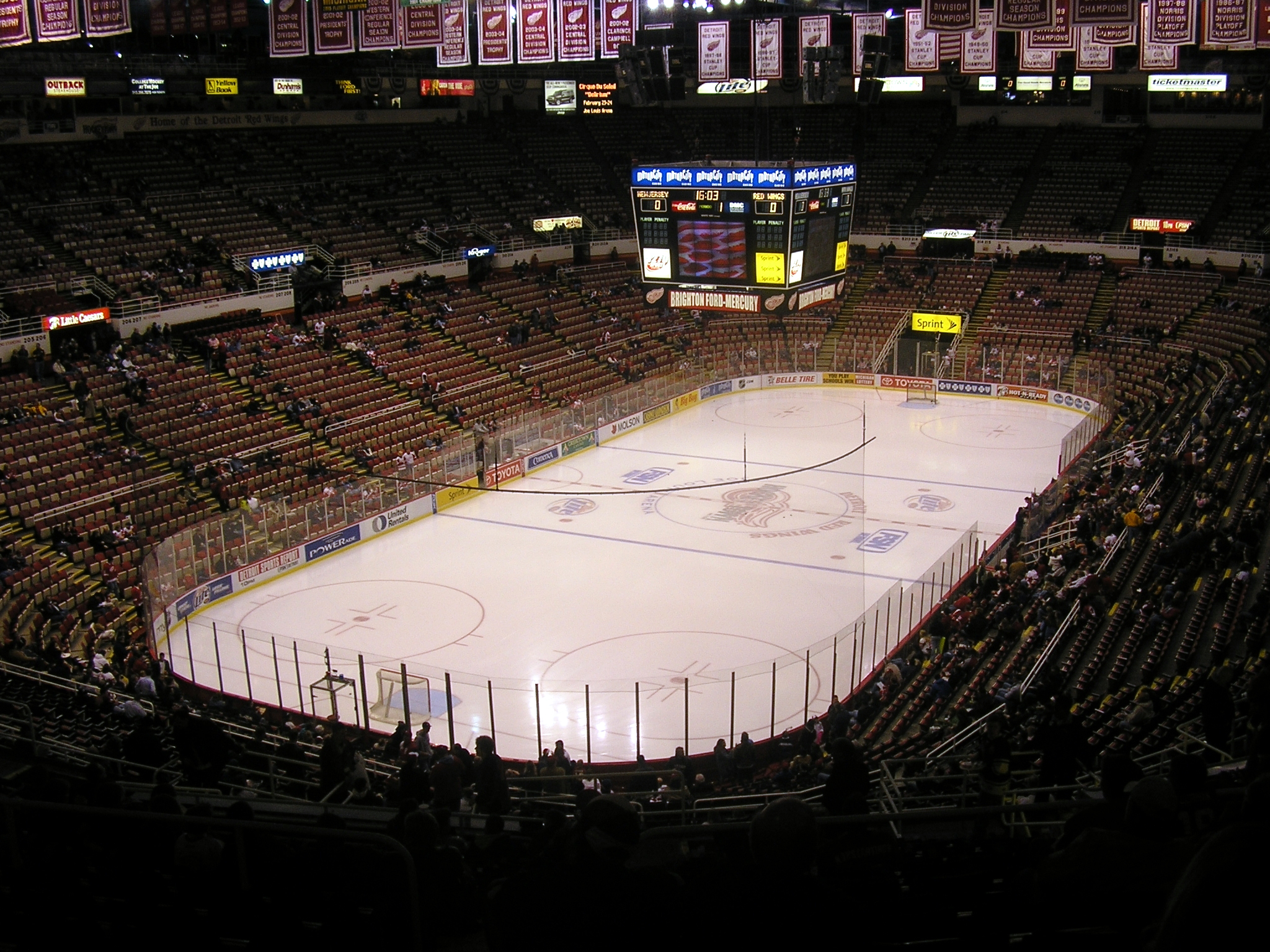
디트로이트 레드윙스의 전 홈구장인 조 루이스 아레나.

아레나 (Arena)는 스탠드 등을 설치하여 중앙을 볼 수 있게 해놓은 경기장 · 공연장 등을 말한다. 주로 1만석~2만석 규모의 실내 원형 경기장을 아레나급이라 하며, 1만석 미만은 '홀'급, 3만석 정도는 슈퍼아레나(사이타마 슈퍼아레나)급, 그 이상은 스타디움급이라고 한다. 아레나는 스포츠 경기장 형 아레나와 공연에 최적화된 공연장형 아레나가 있다.

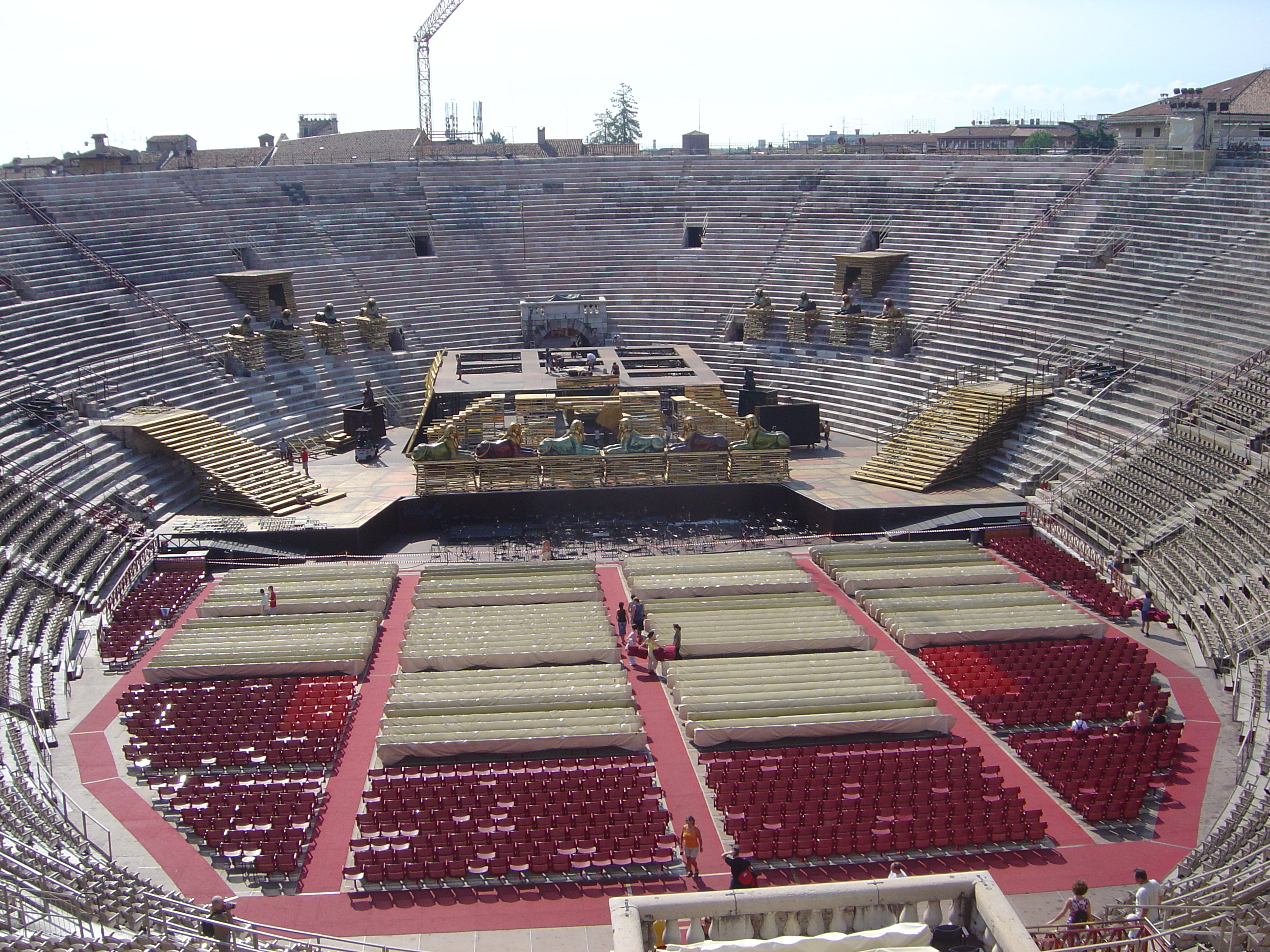
베로나 아레나에 오페라 공연 무대를 설치하는 모습.

## 어원
라틴어 '아레나'(harena)는 원래 모래라는 뜻으로, 검투사들이 싸우면서 흘리는 피를 흡수하기 좋도록 모래를 깔아놓는 데에서 지금의 뜻으로 발전했다.

## 같이 보기
- 종합운동장
- 다목적 경기장
- 스타디움